# Johann Rupert Sulzberger
Johann Rupert Sulzberger (* 1595 (errechnet) in Graz; † November 1640 in Dresden) war ein deutsch-österreichischer Mediziner, kursächsischer Leibarzt und Hochschullehrer.

## Kindheit und Ausbildung
Johann Rupert Sulzberger wurde als Sohn von des Juristen Siegmund Sulzberger und Anna von Heseberg geboren. Die Familie wurde 1602 aus Graz und 1603 erneut aus ihrem Anwesen Lustigeneck bei Budweis vertrieben, woraufhin sie nach Dresden zog, wo der Vater kurz nach der Ankunft starb. Johann Rupert und sein jüngerer Bruder Siegmund Friedrich Sulzberger, der später ein Notar am sächsischen Oberhofgericht wurde, erhielten ihre Bildung zunächst von Privatlehrern, die vom kursächsischen Sekretär Seusius finanziert wurden.
1612 endete Johann Ruperts Schulbildung an der Fürstenschule in Meißen, die er zusammen mit seinem Bruder seit 1608 besuchte. Bereits im Wintersemester 1607 war er für 10 ½ gr. ohne Vereidigung an der Universität Leipzig eingeschrieben worden. Dort graduierte er am 13. März 1612 zum Bakkalar und am 25. Januar 1616 zum Magister. Am 4. November 1617 erreichte er unter dem Präses Siegmund Schilling den Grad eines medizinischen Bakkalars, gemeinsam mit Johannes Hartranft und Michael Lanzenberg, die ebenfalls bereits Magister waren.
Am 25. Juni 1619 schritt er als medizinischer Bakkalar und Adjunkt der philosophischen Fakultät zur nächsten akademischen Stufe, der „pro Licentia ad impetranda Insigni doctoralis“, also zum Lizentiaten. Er graduierte am 30. März 1620.

## Beruflicher Werdegang
Johann Rupert Sulzberger begann seine akademische Laufbahn als Dr. med., bis 1623 führte er noch keine weiteren akademische Titel. Am 7. April 1625 hatte er das Amt des Professors für Chirurgie an der Universität Leipzig inne, eine Position, die er noch mindestens bis zum 14. August 1628 hielt, als Johannes Michaelis unter seiner Leitung disputierte.
Am 5. März 1631 wurde Sulzberger zum Leibarzt des sächsischen Kurfürsten Johann Georg I. bestellt, mit einer Vergütung von 500 Florin und acht Schragen Buchenholz. Seine Vereidigung als Hof- und Leibarzt fand am 30. März 1631 statt. Die Position des Professors für Chirurgie übernahm nach ihm Johann Zeidler. Um 1633 war Johann Rupert Sulzberger als Arzt in der Rochlitzer Residenz tätig, wie aus der Einschreibung seines Sohnes Friedrich Wilhelm hervorgeht.
Ein bemerkenswerter Aspekt seiner Karriere war die Förderung des späteren Physik- und Medizinprofessors Johannes Ittig. Ittig kam als Hauslehrer in die Familie Sulzberger, bevor er auf Sulzbergers Anraten ab 1635 Medizin in Leipzig studierte und 1644 promovierte.
Johann Rupert Sulzberger's Tod wurde angeblich von seinem Freund und Kollegen, dem Chirurgieprofessor Johann Jakob Reiter, exakt vorausgesagt, eine Behauptung, die innerhalb ihrer Gemeinschaft für Aufsehen sorgte.

## Familie
Johann Rupert Sulzberger hinterließ eine akademisch geprägte Familie. Er heiratete Susanna Schilling (* 1602). Ihr Vater, Sigismund Schilling (1575–1622), war Arzt und im Wintersemester 1620 Rektor der Universität Leipzig. Ihr Bruder, Heinrich Sigismund Schilling (1608–1668), war ebenfalls Arzt und praktizierte in Pirna.
Johann und Susanna hatten eine Tochter namens Susanna (* 1623; † 1668), die Abraham Birnbaum (1612–1695) heiratete, den Neffen des Leibarztes Balthasar Hahn.
Deren gemeinsamer Sohn war der Theologe Christian Gotthelf Birnbaum.
Ihr Sohn Johann Sigismund Sulzberger († 1680) war mit Sophia Elisabeth Böschen (1650–1686) verheiratet. Sie heiratete später in zweiter Ehe Thomas Ittig (1643–1710), dessen Vater Johannes, der ehemalige Hauslehrer von Johann und Susannas Kindern, als Medizinprofessor in Leipzig tätig war.
Sein Sohn Sigismund Rupert Sulzberger, der vor 1679 verstarb, war Dr. med., Professor, Decemvir und Senior der Medizinischen Fakultät. Sigismund heiratete 1656 Margarete Lange, Tochter des Theologieprofessors Christian Lange (1585–1657). Ihr Bruder, Christian Lange (1619–1662), war ebenfalls Medizinprofessor in Leipzig. Bei der Taufe von Johann Ruperts Enkel Christian Siegmund Sulzberger im Jahr 1657, fungierten seine Schwager und Onkel des Täuflings, Abraham Birnbaum und Christian Lange, sowie die Ehefrau des Medizinprofessors und kursächsischen Leibarztes Johannes Michaelis, der unter Johann Rupert promoviert hatte, als Paten.
Ein weiterer mutmaßlicher Sohn, Friedrich Wilhelm Sulzberger, war vermutlich ab Sommersemester 1633 in Leipzig eingeschrieben, ohne vereidigt zu werden. Johann Ruperts weitere Söhne, Johann Rupert und Sigismund Friedrich Sulzberger, wurden am 7. November 1653 bzw. am 15. Juli 1654 in Wittenberg immatrikuliert, beide kamen aus Leipzig.